# Apeadeiro de Real
O Apeadeiro de Real foi uma interface do Ramal de Matosinhos, que servia a localidade de Real de Baixo, no Município de Matosinhos, em Portugal.

## História
O Ramal de Matosinhos foi construído em 1884 para o transporte de pedras desde as Pedreiras de São Gens até aos molhes do Porto de Leixões, e em 1893 iniciaram-se os comboios de passageiros e mercadorias, pela Companhia do Caminho de Ferro do Porto à Póvoa e Famalicão.
Em 30 de Junho de 1965, foi encerrada a circulação no Ramal de Matosinhos.